# Daniela Alfonzi
Daniela Alfonzi (Torino, 6 febbraio 1957) è una politica italiana.

## Biografia
Diplomata all'istituto magistrale, ha lavorato come bidella, come educatrice socio assistenziale e come funzionaria. In gioventù ha partecipato al movimento studentesco e ha militato in gruppi della sinistra extraparlamentare. Nel 2001 si candida nella circoscrizione senatoriale di Torino 1 tra le file di Rifondazione Comunista: ottiene il 5,4% dei voti e non risulta eletta.
Alle elezioni politiche del 2006 viene eletta senatrice nella circoscrizione regionale del Piemonte. A Palazzo Madama è stata membro della 10ª Commissione permanente (Industria, commercio, turismo) e Membro della Commissione parlamentare per le questioni regionali. Nel 2008, in occasione delle elezioni politiche, non è rieletta in Parlamento, a causa del basso risultato elettorale de La Sinistra l'Arcobaleno.
Nel 2011 è candidata al Consiglio Comunale di Torino nella lista della Federazione della Sinistra che, assieme a Sinistra Critica, sostiene Juri Bossuto come candidato a Sindaco, ma non viene eletta.
Sempre come esponente di Rifondazione, alle elezioni politiche del 2018 è stata la candidata di Potere al Popolo! al senato nel collegio uninominale di Torino-Collegno. Nel 2021 è candidata al Consiglio Comunale di Torino nella lista della "Sinistra in Comune" appoggia Angelo D'Orsi come candidato a Sindaco, ma non viene eletta.